# Mary Victoria Leiter
Mary Victoria Curzon, baronessa Curzon di Kedleston, CI (nata Leiter; Chicago, 27 maggio 1870 – Londra, 18 luglio 1906), fu un'ereditiera statunitense che sposò George Curzon futuro viceré d'India.

## Biografia
Mary Victoria Leiter nacque a Chicago ed era la figlia primogenita di Mary Theresa (nata Carver) e di Levi Ziegler Leiter, facoltoso cofondatore della ditta di tessuti Field and Leiter e, successivamente, socio dell'impero commerciale di Marshall Field. Da parte paterna era di origine svizzero-tedesca. Nel 1881, la famiglia si trasferì a Washington D.C., dove entrò a far parte del ristretto circolo dell'alta società ufficiale. Per alcuni anni vissero nella precedente residenza di James G. Blaine in Dupont Circle, prima di trasferirsi nella Leiter House. La famiglia trascorse inoltre del tempo presso Lake Geneva, luogo dal quale Mary ricevette il soprannome di “Principessa di Lake Geneva.”
Ricevette un'educazione privata a casa: fu istruita nel ballo, nel canto, nella musica e nelle arti da insegnanti privati, e imparò la lingua francese grazie alla sua governante francese. Un professore della Columbia University le insegnò storia, aritmetica e chimica. I viaggi e la prolungata permanenza all'estero le svilupparono precocemente le capacità di osservazione e l'ampiezza della visione intellettuale. Come riportato nel 1901, la sua formazione «le conferì quell'equilibrio e quella raffinatezza che la rendevano tanto affascinante agli occhi di uomini e donne di intelletto maturo e brillante». Era alta 5 piedi e 7 pollici (1,70 m). Il suo aspetto venne descritto il giorno del matrimonio come segue: «un volto di bellezza singolare, ovale, con occhi grigio scuro, sopracciglia nere e dritte, una bocca dolce e sensibile, un naso ben formato e una fronte bassa con capelli neri e fini, pettinati semplicemente all'indietro, che ne sottolineavano la bianchezza».
Fece il proprio debutto nella società nell'inverno del 1888. Era considerata pari, per bellezza e nobiltà d'animo, e spesso superiore per modi e intelletto rispetto alle figlie delle famiglie più rinomate e di più lunga tradizione della società dell'Est degli Stati Uniti. Prima del matrimonio, la sua più intima amica era Frances Folsom Cleveland, di sei anni più anziana e moglie del molto più vecchio Presidente Grover Cleveland.

## Matrimonio
Mary fu introdotta nella società londinese nel 1890. In quell'occasione conobbe George Curzon, un giovane deputato conservatore di trentacinque anni, rappresentante di Southport da otto anni ed erede della Baronia di Scarsdale. A interessarla maggiormente non fu tanto il patrimonio che egli avrebbe un giorno ereditato, quanto la posizione che si era costruito con le proprie capacità e la reputazione acquisita come autore di rilievo sui temi politici dell'Oriente, che suscitò in lei profonda ammirazione. Mary Leiter e George Curzon si sposarono il 22 aprile 1895 nella St. John's Episcopal Church, a Lafayette Square, Washington, D.C., in una cerimonia officiata dal Vescovo Talbot, assistito dal reverendo Dr. Mackay Smith, pastore della chiesa.
Mary rivestì un ruolo significativo nella rielezione del marito al Parlamento nell'autunno di quello stesso anno, e molti attribuirono il suo successo più ai sorrisi vincenti e al fascino irresistibile della moglie che ai suoi discorsi politici. La coppia ebbe tre figlie:
- Mary Irene (20 gennaio 1896-9 febbraio 1966);
- Cynthia (23 agosto 1898-16 maggio 1933), prima moglie di Sir Oswald Mosley, ebbero tre figli;
- Alexandra (20 aprile 1904-7 agosto 1995), sposò Edward Metcalfe, ebbero tre figli.

## Vice regina
Suo marito accettò la carica di viceré d'India ed è stato elevato al Parìa d'Irlanda come Barone Curzon di Kedleston, nell'estate 1898. In quanto viceregina d'India, detenne il più alto titolo ufficiale nell'impero indiano che una donna potesse ricoprire. Il 30 dicembre arrivarono a Bombay dove vennero accolti con grande entusiasmo. In seguito ricevettero lo stesso entusiasmo al loro arrivo a Calcutta, pochi giorni dopo. È stato stimato che oltre centomila persone testimoniarono il magnifico spettacolo della loro ricezione presso il Government House.
Nel 1902 Lord Curzon organizzò il Delhi Durbar per celebrare l'incoronazione di re Edoardo VII, «lo spettacolo più grandioso della storia», che fece molto scalpore. Alla Ball State Mary indossò un abito stravagante, conosciuto come l'abito del pavone, cucito con stoffe d'oro e ricamato con piume di pavone. La gonna è stata decorata con rose bianche e il corpetto di pizzo. Indossava un'enorme collana di diamanti e una grande spilla di diamanti e perle. Indossava una tiara, su ciascuna perla vi erano dei diamanti. Questo vestito è ora in mostra presso Kedleston Hall.
Lord e Lady Curzon sono stati fortemente criticati per l'enorme spesa di questo evento stravagante e del loro stile di vita, ma i loro difensori sottolinearono che nessun denaro è andato fuori del paese. Quello che il governo, i principi e i nobili nativi consumavano nei loro splendidi palazzi serviva a dare lavoro a persone che ne avevano bisogno e spendendo una grande quantità di denaro all'interno del paese ne portava beneficio.
Mary si occupò della confezione dell'abito dell'incoronazione della regina Alessandra. Era la migliore forma di pubblicità per l'economia indiana. Indossava tessuti indiani, divenendone una moda a Calcutta e in altre città indiane così come a Londra, Parigi e in molte capitali d'Europa. Fece ordini per i suoi amici e non. Selezionava i tessitori di seta, ricamatori e altri artisti per adattare i loro disegni, modelli e tessuti alle esigenze di mode.
Fondò il Lady Curzon Hospital a Bangalore. Nel 1903 navigò su uno yacht da Karachi per un tour del Golfo Persico con Lord Curzon, Ignatius Valentine Chirol, Winston Churchill e altri ospiti illustri.
Preoccupata per l'estinzione dei rinoceronti, chiese al marito di prendere le misure necessarie per salvare questa specie animale. Venne creata il Parco nazionale di Kaziranga.

## Morte
Lady Curzon fu mai in grado di dare a suo marito l'erede che desiderava disperatamente. A causa dei suoi impegni sociali, il clima tropicale, di un'infezione fatale dopo un aborto spontaneo peggiorarono la sua salute. Ritornò in Inghilterra per curarsi. Quando tornarono in Inghilterra, e in seguito alle dimissioni di suo marito nel mese di agosto 1905, la sua salute peggiorò. Morì il 18 luglio 1906, nella loro casa a Westminster, Londra.
Si dice che Lady Curzon, dopo aver visto il Taj Mahal in una notte di luna, esclamò che era pronta ad abbracciare una morte immediata se qualcuno avesse promesso di erigere un tale monumento sulla sua tomba.
Dopo la sua morte, Lord Curzon fece erigere una cappella commemorativa in suo onore, annessa alla chiesa parrocchiale a Kedleston Hall. Lady Curzon è sepolta, con il marito, nella tomba di famiglia sotto di esso. Il progetto della cappella, di George Frederick Bodley, non assomiglia il Taj Mahal, ma è in stile gotico. È stato completato nel 1913.

## Cultura popolare
Mary Curzon e le sue tre figlie sono considerate parte dell'ispirazione per i personaggi immaginari Lady Grantham e le sue tre figlie, in particolare per quanto riguarda l'incapacità di produrre un erede maschio e l'importanza della virtù di una donna nella serie televisiva Downton Abbey scritta da Julian Fellowes e prodotta da ITV.
La zuppa Lady Curzon, una zuppa di tartaruga al curry, prese il nome da lei. Nel 1977 un articolo di cucina sul New York Times ne notò la popolarità in Germania e, secondo una lettera al columnista, che Lady Curzon aveva sempre aggiunto dello sherry.